# Chocó
Chocó – departament Kolumbii. Położony na zachodzie z kraju nad Oceanem Spokojnym oraz Oceanem Atlantyckim. Graniczy również z Panamą. Stolicą departamentu jest Quibdó.

## Gminy
1. Acandí
2. Bagadó
3. Cértegui
4. Condoto
5. El Carmen de Atrato
6. Istmina
7. Juradó
8. Lloró
9. Nóvita
10. Quibdó
11. Riosucio
12. San José del Palmar
13. Sipí
14. Tadó
15. Unguía